# Języki kentum

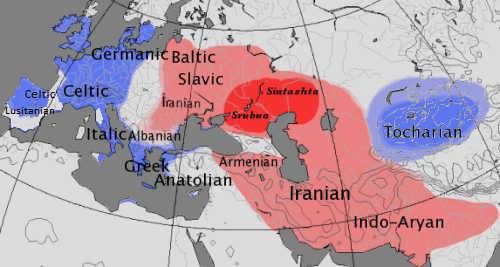
Języki kentum i satem na początku I tysiąclecia n.e. Kolor niebieski – języki kentum, czerwony – języki satem. Ciemnoczerwonym kolorem zaznaczono hipotetyczne centrum palatalizacji indoeuropejskiej.

Języki kentum (od łacińskiego słowa centum – według wymowy klasycznej: kentum – „100”) – grupa języków indoeuropejskich, w których spółgłoska palatalna k nie uległa – jak w językach satemowych – spirantyzacji, czyli nie przeszła w spółgłoskę szczelinową ś/s.
Należą do niej między innymi języki romańskie i germańskie (ang. „sto” to hundred).
W łacinie ludowej od około VI do IX wieku naszej ery zaszła palatalizacja twardego „k” przed „e” oraz „i”, dając „cz” we włoskim i rumuńskim, a „s” we francuskim, przez co niektóre języki romańskie pomimo swego pochodzenia na pierwszy rzut oka wyglądają jak języki satemowe.
Języki kentum nie stanowią grupy genetycznej. W nowszej indoeuropeistyce zamiast dwóch grup, satemowej i kentumowej, wprowadza się podział na języki wschodnie i zachodnie.
| Podział współczesnych języków indoeuropejskich na grupy kentum/satem                 |
| ------------------------------------------------------------------------------------ |
| Romańskie Germańskie Grecki Bałtyckie Słowiańskie Irańskie Indyjskie Celt. Alb. Arm. |